# Ačaǰowr
Ačaǰowr (in armeno Աչաջուր?) è un comune dell'Armenia di 4 236 abitanti (2010) della provincia di Tavowš.